# Austria Gütezeichen

Austria Gütezeichen

Austria Gütezeichen è dal 1946 un'etichettatura austriaca, un marchio di qualità, regolato dal ÖQA "Österreichische Arbeitsgemeinschaft zur Förderung der Qualität". Circa 450 aziende lo usano.

## Austria Gütezeichen
È la etichettatura che può essere posta su un prodotto, un bene o un servizio offerto, che deve rispettare le seguenti regole:
- Nel costo finale del prodotto vi deve essere la parte austriaca (comprese i costi per risorse naturali, prodotti correlati e accessori, Know-how etc.) almeno al 50%.
- Per i servizi deve essere la sede dell'attività o dell'organizzazione in Austria, e almeno il 50% dei servizi offerti in Austria.

Nel 2006 aveva consapevolezza del marchio il 76% degli austriaci. Nel 1996 era al 93%.

## ÖQA "Österreichische Arbeitsgemeinschaft zur Förderung der Qualität"
Il consorzio opera con il ÖQA Zertifizierungs-GmbH e la Quality Austria - Trainings, Zertifizierungs und Begutachtungs GmbH (Certificazione di persone e servizi, training)
La ÖQA Zertifizierungs-GmbH (100% società figlia della ÖQA - Österreichische Arbeitsgemeinschaft zur Förderung der Qualität) viene fondata nel dicembre 2007. Dal 26 novembre 2004 l'accredito (österreichisches Akkreditierungsgesetz, BGBl. Nr. 448/2004) è certificato secondo ÖNORM EN 45011 dal Bundesministerium für Wirtschaft und Arbeit che dal giugno 2008 è trasmesso al ÖQA Zertifizierungs GmbH (BGBl). 184 vom 6. Juni 2008. La ÖQA Zertifizierungs-GmbH è regolato da ISO/IEC 17065 come ente certificatore per prodotti con numero di identificazione PSID 0934 del Bundesministerium für Wissenschaft, Forschung und Wirtschaft.
Autorità di controllo Wirtschaftsministerium. Membri:
- WKO Wirtschaftskammer Österreich, Industria
- WKO Wirtschaftskammer Österreich, Commercio
- WKO Wirtschaftskammer Österreich, Artigianato
- Presidenza Landwirtschaftskammern Österreichs
- Bundes-Arbeiterkammer
- ÖVQ (Österreichische Vereinigung für Qualitätssicherung)
- VKI Verein für Konsumenteninformation
- sowie alle Zeichennutzer

Cooperazione con:
- Niederösterreich-Werbung GmbH
- I·R·C Institut für Research und Consulting
- CIS - Certification & Information Security Services GmbH
- Automobil Cluster